# Bulbophyllum exiguum
Bulbophyllum exiguum är en orkidéart som beskrevs av Ferdinand von Mueller. Bulbophyllum exiguum ingår i släktet Bulbophyllum och familjen orkidéer. Inga underarter finns listade i Catalogue of Life.